# Corrosione intergranulare
La corrosione intergranulare è una forma particolare di corrosione localizzata che interessa materiali come gli acciai inossidabili (ma non solo), causando gravi danni quali il distacco dei grani, che nei casi più intensi può portare a rottura catastrofica il componente.

## Fondamenti metallurgici
I materiali metallici sono costituiti da grani cristallini; a seconda delle dimensioni e della forma di questi ultimi il materiale presenta diverse proprietà (duttile e tenace per grani grossi, duro e resistente per grana fine).
Al confine di queste regioni, la zona sottilissima di separazione fra i grani stessi è la parte a maggior instabilità ed energia della microstruttura: qui le schiere sono distorte o imperfette e le distanze inter atomiche e il numero degli atomi contigui sono diversi rispetto all'interno del grano, questo fa sì che gli atomi siano più reattivi agevolando le precipitazioni di composti inter-metallici proprio in questa regione.

## Sensibilizzazione
Il fenomeno della corrosione intergranulare è molto comune negli acciai inossidabili austenitici che hanno un buon contenuto di C (>0,08%) e livelli di Cr di almeno 12% e si presenta quando il materiale viene trattato (o comunque si trova per un certo periodo di tempo) a temperature comprese nell'intervallo 500-850 gradi Celsius nel quale si ha la formazione di carburi di cromo molto stabili che precipitano nei bordi di grano (zone più attive come spiegato sopra): questo fenomeno è conosciuto come sensibilizzazione.

## Avanzamento della corrosione
Poiché questi carburi (Cr23C6) sono molto ricchi in cromo, nei bordi di grano dove precipitano la concentrazione in Cr aumenta parecchio superando anche il 18% in peso, mentre nella regione immediatamente adiacente al bordo di grano però interna ad esso la concentrazione si abbassa (il Cr diffonde, crea il carburo e precipita nei bordi di grano) anche a valori inferiori all'8%; a questo punto la regione adiacente ai bordi ha una concentrazione di Cr più bassa del limite proprio degli inox (ovvero il 12%) e può trovarsi ad operare in campo di attività corrodendosi e causando il "consumo" e il distacco dei bordi di grano e facendo perdere (nel migliore dei casi) proprietà meccaniche al componente.

## Prevenzione
La sensibilizzazione degli acciai inox si può eliminare portandoli a temperature superiori al limite di solubilità (generalmente sopra i 1000 gradi Celsius) per un tempo necessario e poi raffreddandoli velocemente per "fissare" le condizioni ed evitare che riprecipitino i carburi.
Generalmente però sono altre due le strade seguite per evitare corrosione intergranulare:
- La prima è quella di utilizzare acciai low carbon (indicati dalla lettera L nella classificazione AISI: 304L, 316L ecc. nei quali il tenore di carbonio è minore dello 0,03% in peso e per questo motivo non forma carburi (non c'è abbastanza carbonio).
- La seconda opzione è quella di aggiungere elementi che creino carburi stabili L al posto del Cr: l'aggiunta di Ti al 304 genera il 321 mentre quella di Nb genera il 349 mentre tali aggiunte al 316 danno rispettivamente AISI 316 Ti è AISI 316 Nb.